# Edoardo Crotti di Costigliole
Edoardo Giovanni Crotti di Costigliole (Costigliole Saluzzo, 21 ottobre 1799 – Aosta, 25 settembre 1870) è stato un politico italiano.

## Biografia
Fu deputato del Regno di Sardegna nella VI legislatura, per il collegio di Quart. Fu poi deputato del Regno d'Italia nella X legislatura per il collegio di Verrès.
Chiese di essere pensionato nel 1848, e scelse Aosta per soggiornarvi.
Ivi fondò la società di Buon Soccorso e diresse l'ospizio di carità.
Riordinò il cimitero di sant'Orso dove riposa.
Cooperò col vescovo André Jourdain per la fondazione della Salle d'asile.
Difese con successo il clero valdostano accusato nel 1853 di cospirazione.
Nominato 3 volte deputato per la Valle d'Aosta, difese con talento e coraggio alla Camera gli interessi della religione e sostenne con successo il progetto della ferrovia.
Ebbe come motto fais ce que tu dois advienne que pourra.
Il comune di Aosta gli dedicò un busto in via Anfiteatro.

## Vita privata
Si sposò con Paola de Mercy d'Argenteau nel 1839 dalla quale ebbe 6 figli: 5 maschi ed una femmina.